# 円美穂
まどか 美穂（まどか みほ、1986年5月2日 - ）は兵庫県神戸市出身の女優。

## 人物
- 女優（ＴＶ、映画）、グラビアアイドル（ＴＶ、ＤＶＤ）。
- 趣味は、愛犬ピッコロの散歩、ゴルフ、ショピング。
- 特技は、卓球、ダンス、アクション。
- サイズは、身長152ｃｍ、Ｂ86　Ｗ60　Ｈ84、Shoes 23センチ。

## 出演

### 映画
- 2006年2月 「難波金融伝・ミナミの帝王（仕組まれた結婚)」萩庭貞明監督　良美役
- 2006年8月 「岸和田少年愚連隊　女番哀愁スケバンエレジー」宮坂武志監督　豊子役
- 2009年5月 ショートムービー｢ハードボイルドファンタジー｣　増田俊樹監督 美雪役
- 2009年12月 「沈黙の隣人」増田俊樹監督　万田広美役

　　　　　　　　　　ゆうばり国際ファンタスティックス映画祭2010出品作品
- 2010年5月 ショートムービー｢メトロポリタンの猫」椎葉智監督　ルミ役

　　　　　　　　　　増田俊樹プロジュース作品、ゆうばり国際ファンタスティックス映画祭2011上映作品
- 2010年11月 「B-ON 不良全滅篇」　佳本周也監督　インストラクター役
- 2011年2月 「ハードライフ～紫の青春　恋と喧嘩と特攻服～」 関顕嗣監督　マドカ役

　　　　　　　　　　ゆうばり国際ファンタスティックス映画祭2011出品作品
- 2011年7月 「ブラックスクール裏黒」「ブラックスクール黒白」佳本周也監督　安田妄李役
- 2011年9月 「ブラックスクール白光」佳本周也監督
- 2011年9月 「デスヤンキー中坊篇」佳本周也監督　杉本亜美子役
- 2011年11月 「デスヤンキー高校生篇」「デスヤンキー死闘篇」
- 2012年8月 「ダブルＸ」佳本周也監督　小川役
- 2013年2月 「ローリングQ」佳本周也監督　浜崎愛役
- 2013年2月 「ami?amie?　つきあってねーよ！」岩崎友彦監督　バイオリン教室に通うお嬢様役

　　　　　　　　　　ゆうばり国際ファンタスティック映画祭2013オフシアター･コンペティション部門作品
- 2013年2月 「アスペルガーレイヴ」遠藤一平監督　山本佳子役

　　　　　　　　　　ゆうばり国際ファンタスティック映画祭2013企画部門作品
- 2013年10月 「黒い殺意」サム･レオン監督　女子大生役
- 2014年3月 「和田一号」奚岳隆/林德侯監督　仲居役
- 2014年5月 「テルマエ・ロマエⅡ」武内英樹監督　観光客役

### テレビ番組
- 2009年3月 チバテレ「勝利の女神」明菜役
- 2009年4月 「G-ONEアマチュア選手権」ゴルフチャンネル　インタビュー＆ナレーション
- 2009年11月 フジテレビ系列「たけしの教育白書」再現VTR

### 舞台
- 2008年11月「 高橋お伝」劇団集　黒門町　 千代菊役
- 2009年6月 ｢ミュージカル・アナザーワールド｣　玉井栄子役
- 2012年1月 Ｋｉｔｃｈｅｎ「かりて（糧）～Ｄｅｓｉｒｅ　ｆｏｒ　ｌｉｆｅ～」作・演出　高瀬一樹　さき・久田の娘２役
- 2012年10月 ＰＲＩＤＥ＆ＭＯＮＥＹ「かりて～糧」フル・イブニング版　作・演出　高瀬一樹　愛ちゃん役
- 2012年10月 ＰＲＩＤＥ＆ＭＯＮＥＹ「満ちたりた庭園」　作　ジャイルス・ブルック　演出　高瀬一樹　シンシア役
- 2014年10月 「三姉妹」方の会　作　若菜トシヒロ　演出　狭間鉄　雪絵役